# Charles Eisenmann
Charles Alexandre Eisenmann (geboren 20. September 1903 in Dijon; gestorben 4. Oktober 1980 in Paris) war ein französischer Rechtswissenschaftler und -philosoph. Er war einer der wichtigsten Lehrer des Verwaltungs- und Verfassungsrechts sowie der allgemeinen Rechts- und Staatstheorie in Frankreich seiner Zeit. Eisenmann war ein Schüler Hans Kelsens und machte dessen positivistische Rechtsphilosophie in Frankreich bekannt. Er lehrte an den Universitäten Straßburg (1930–1948) und Paris (Panthéon-Sorbonne; 1948–1973).

## Leben
Charles Eisenmann war ein Sohn des Historikers und Slawisten Louis Eisenmann und der Laure Lyon-Caen, er hatte zwei Geschwister. Sein Großvater war der Juraprofessor Charles Lyon-Caen. Die Familie zog 1913 von Dijon nach Paris, wo der Vater an der Sorbonne lehrte. 
Er selbst studierte Philosophie und Rechtswissenschaften an der Universität Paris und erhielt für beide Fächer im Jahr 1923 die Licence. Mit einem Promotionsstipendium hielt er sich 1926 und 1927 an der Universität Wien auf und schrieb unter der Betreuung von Hans Kelsen eine Dissertation über die österreichische Verfassungsgerichtsbarkeit, mit der er 1928 in Paris bei Louis Rolland, Achille Mestre und Louis Le Fur promoviert wurde. Nach zwei Jahren als Lehrbeauftragter an der juristischen Fakultät von Caen erhielt er 1930 die Agrégation de l’université für Öffentliches Recht, die mit einer Verbeamtung als Hochschullehrer einhergeht. Er wurde an die Universität Straßburg versetzt, wo er Verfassungsrecht, Verwaltungsrecht, Arzneimittelrecht und Internationales Privatrecht lehrte. 
Eisenmann wurde bei Kriegsausbruch 1939 im Rang eines Reserveleutnants mobilisiert und geriet im Juni 1940 in den Vogesen in deutsche Kriegsgefangenschaft. Er war bis 1944 im Offizierslager (Oflag) XVII A inhaftiert, wegen Widerstands wurde er dann in das Sonderlager Oflag X-C in Lübeck verlegt. Seine Wohnung in Straßburg wurde von den Deutschen requiriert und seine Unterlagen dort wurden vernichtet. Auch die Aufzeichnungen, die er während der Kriegsgefangenschaft gemacht hatte, gingen verloren. 
Nach der Befreiung ging er zunächst wieder an die Universität Straßburg. 1948 wechselte er als Hochschullehrer an die juristische Fakultät der Universität Paris, wo er Verwaltungsrecht, Verwaltungsverfahrensrecht, Verfassungsrecht, allgemeine Rechtstheorie und Rechtsphilosophie lehrte. Nach der Aufteilung der Pariser Universität 1970/71 gehörte Eisenmann der Université Paris 1 Panthéon-Sorbonne an, wo er bis zu seinem Eintritt in den Ruhestand 1973 lehrte.
Eisenmann übersetzte mehrere Werke Hans Kelsens ins Französische, darunter die Reine Rechtslehre (1962).

## Schriften (Auswahl)
- Dix ans d'histoire constitutionnelle autrichienne (1918–1928), in: Revue du droit public, 1928, S. 54–75
- La justice constitutionnelle et la Haute Cour Constitutionnelle d'Autriche. Paris : Pichon & Durand-Auzias, 1928. Nachdruck mit einem Vorwort von Georges Vedel, Paris : Economica, 1986, ISBN 2-7178-1210-5
- Napoléon, précurseur de la dictature idéologique, in: Politique, no 28, 1947, S. 781–797
- Napoléon, précurseur de l'encadrement totalitaire de la nation, in: Politique, no 35, 1948, S. 520–531
- Bonn et Weimar : : 2 constitutions de l'Allemagne. Paris : La Documentation française, 1950
- Droit public, droit privé, in: Revue du droit public, vol. LXVIII, 1952, S. 903–979
- Le système constitutionnel de Montesquieu et le temps présent, in: Actes du congrès Montesquieu, Bordeaux, Imprimeries Delmas, 1956, S. 241–248
- Le juriste et le droit naturel, in: Le droit naturel, Paris, Presses Universitaires de France, 1959, S. 212–213
- Hans Kelsen: Théorie pure du droit.  Übersetzung Charles Eisenmann. Paris : Dalloz, 1962 (Reine Rechtslehre)
- La théorie des bases constitutionnelles du droit administratif, in: Revue du droit public, 1972, S. 1345
- Le contrôle juridictionnel des lois en France, in: Actualité du contrôle juridictionnel des lois, Bruxelles, Bruylant, 1973, S. 71–95
- Cours de droit administratif. 2 Bände. Paris : Libr. Générale de Droit et de Jurisprudence, 1982f.
- Hans Kelsen: La Démocratie : sa nature – sa valeur. Hrsg. Michel Troper. Übersetzung Charles Eisenmann. Paris : Economica, 1988 (Vom Wesen und Wert der Demokratie)